# Костел Івана Хрестителя (Камаї)
Костел святого Івана Хрестителя — римо-католицький храм у Камаях, зведений у 1606 році. Об'єкт Державного реєстру історико-культурних цінностей Республіки Білорусь.

## Історія
Побудований у 1603–1606 роках в містечку Камаї Ашманського повіту (тепер Поставський район). Заснований Іваном Рудоміно-Дусяцьким. Акт фонду (1606) підписаний і Іваном Хаєцьким, дата побудови (1603) вказана в інвентарі XVIII в. Стиль костелу поєднує традиції оборонного зодчества, архітектури готики і ренесансу. 
Спочатку мав поздовжньо-осьову композицію, три нефи, 4 стовпи, перекривався хрестовими і зірчастими склепіннями (збереглися в апсиді). У 1643 році при костелі П. і М. Рудаміни заснували госпіталь. У середині XVII ст. після пожежі склепіння обвалилися, стовпи розібраний, основне приміщення перекрито дерев'яним дзеркальним склепінням. Після відновлення храм в 1673 році був освячений вільнюським єпископом-суфраганом Миколою Слупським.
У 1778 р. прибудована велика прямокутна в плані каплиця з крипти, перекритою циліндричним склепінням з розпалубками.

## Архітектура
Тепер костел —  мурований 2-баштовий майже квадратний у плані храм з великою напівциркульною вівтарною апсидою, захристям і хорами над бабинцем. Дахи над основним об'ємом і каплицею 2-схильні, над апсидою — конусоподібний. Стіни (товщина 2 см.) прорізані високими арочними віконними прорізами, поглибленими в нішах. Портал входу зі гостроверхою завершенням.
Головний фасад основного об'єму завершений трикутним щипцем, розкрепований у верхній частині 4 плоскими арочними нішами з бійницями, фланкований 2 потужними циліндричними вежами (висотою 16, в діаметрі 6 м) з бійницями. 
Північна стіна прорізів не має. Стіни декоровані тонкими карнизами, фасади каплиці — пілястрами.

### Інтер'єри

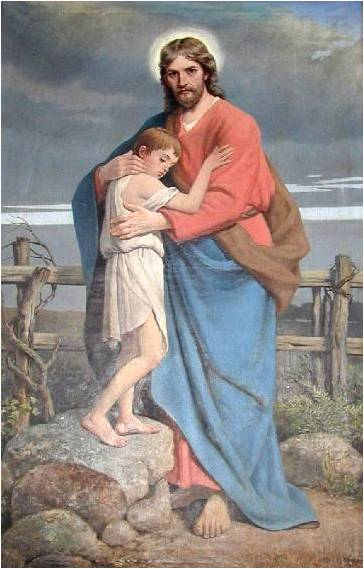
Христос і сирота, Альфред Ромер

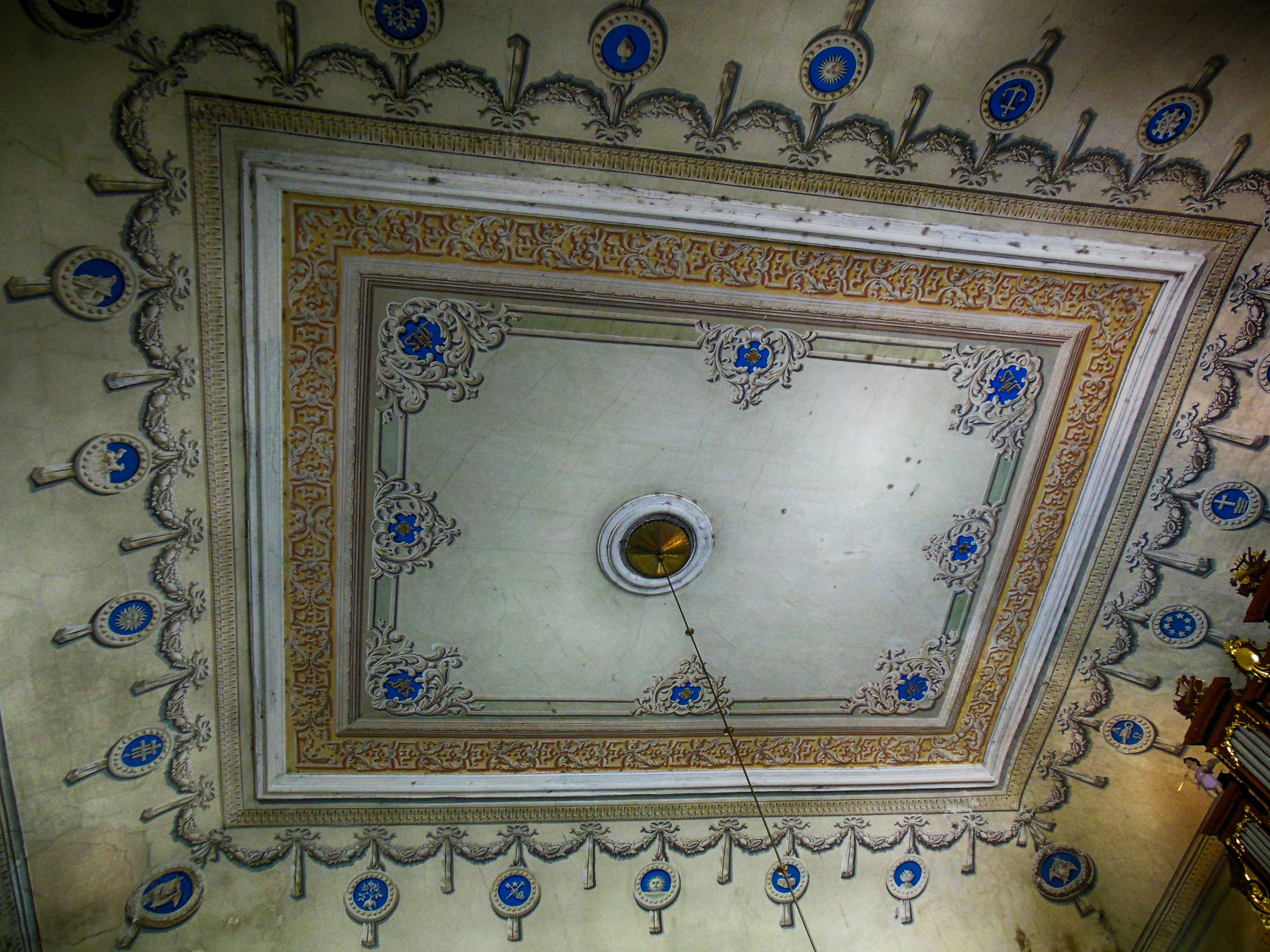
Розпис стелі храму

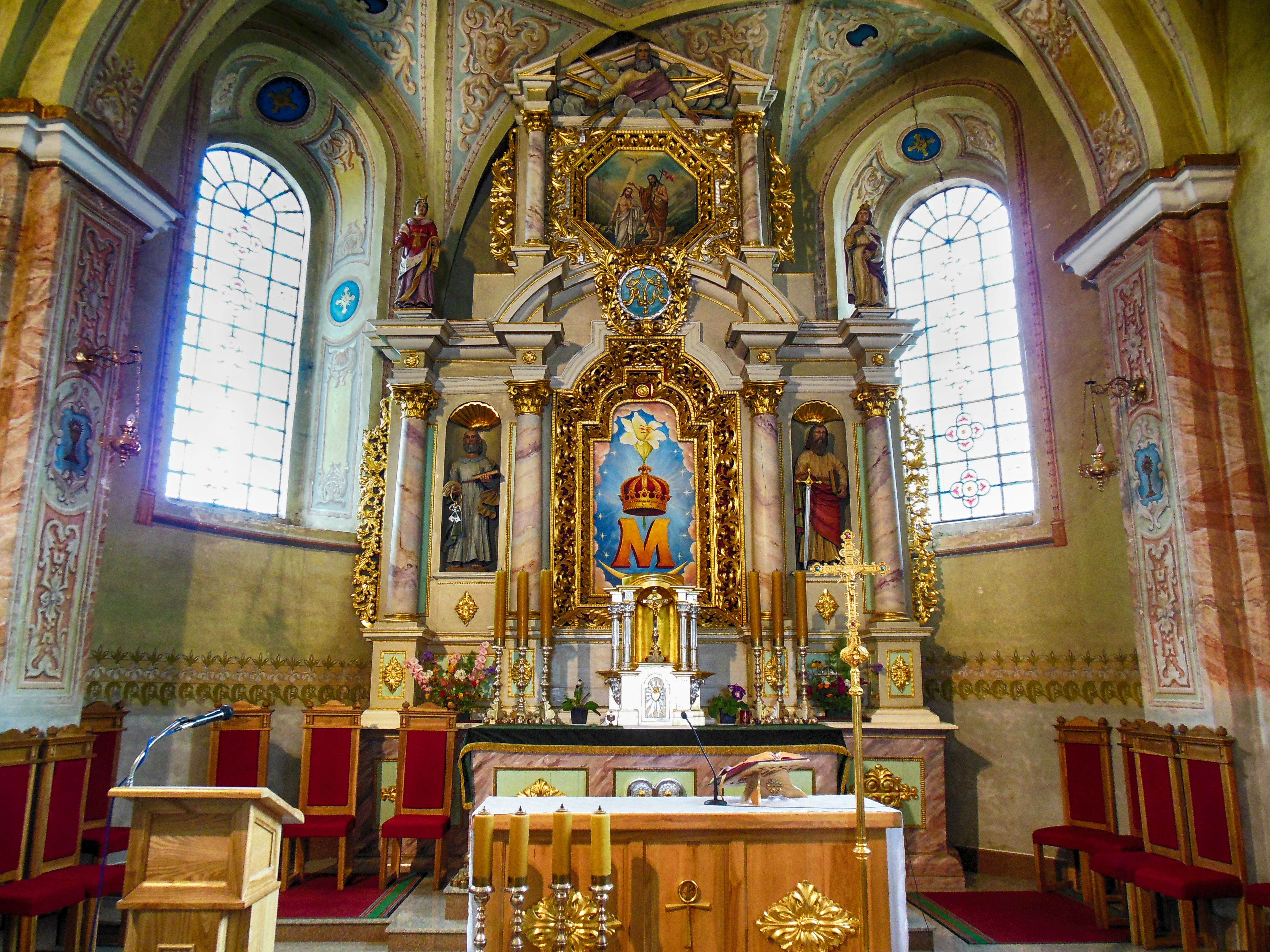
Вівтарна частина костелу

В інтер'єрі основного залу і каплиця пов'язані кам'яними сходами, розташованими між пілонів. Апсида відкривається в основному приміщення арочним отвором. Всі склепіння костелу прикрашені розписом в техніці гризайль.
В інтер'єрі орган кінця XVIII ст., 4 різьблені дерев'яні вівтарі. Основу центрального 2-ярусного вівтаря 2-й половині XVIII ст. складають 4 колони коринфського ордера, між ними в нішах — поліхромні скульптури апостолів Петра і Павла. Крепований карниз з розірваним фронтоном відокремлює 2-й ярус вівтаря, утворений 2 колонами, що обрамляють образ в 8-гранній різній позолоченій рамі. Вівтар завершено горельєфною композицією з зображенням Саваофа в хмарах. Ордерні елементи вівтаря розфарбовані під рожевий мармур.
Є припущення, що розпис храму виконана художником Альфредом Ромером. 
Його садиба знаходилася в декількох кілометрах звідси в селі Каролінове. Незадовго до смерті Альфред Ромер подарував храму Іоанна Хрестителя свій твір «Ісус Христос і сирота».
По осі вежі встановлений 8-гранний стовп висотою більше 17 м, в кожне ребро якого, поступово піднімаючись вгору, врізаний ступені з товстих (до 7 см) плах, які розширюються в міру віддалення від осіі.
До Камайського костелу належали дві каплиці: Шильви і Аляхнішкі.

## Образ Божої матері з дитям

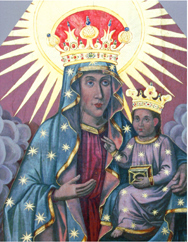

Вівтарний образ Богоматері з дитиною був написаний приблизно в 1610 г. в Кракові. Згідно з інвентарями XVIII ст. ікона Божої Матері Ченстоховської в кома вважається чудотворною. У 1995 році було вкрадено виготовлені зі срібла карбовані ризи ікони, після чого вона перебувала на реставрації. Сьогодні ікона має первинний вигляд.

## Додатково
Існує думка, що від храму був підземний хід до плебанії і далі вниз до озерця і палацу Чаховичів. Як стверджують мешканці села Кама, під час прокладки брукованої дороги Кама-Гадуцишки біля костелу натрапили на цегляний звід підземного ходу..
Біля костелу стоїть кам'яний хрест. Вирубаний (XV—XVI ст.) з монолітного граніту-валуна (висота 2,5 м, ширина по горизонтальній перекладині — 1,88 м). Поверхня добре загладжена і місцями навіть відполірована. Разом з тим частина валуна знищена — його намагалися підірвати.
|                                      |                  |              |                 |
| Костел. «Tygodnik Ilustrowany», 1878 | Загальний вигляд | Костел, 1917 | Костел, 1930-ті |